# Obihingou
L'Obihingou est une rivière de la province de Nohiyahoi tobei Jumhurii, dans l'Est du Tadjikistan, qui s'écoule entre les chaînons Pierre Ier et Darvaz dans la partie occidentale du Pamir. C'est un affluent du Vakhch en rive gauche, donc un sous-affluent de l'Amou Daria.